# Veias esofágicas
As veias esofágicas são veias do esôfago.